# Vandra omkring mig
Vandra omkring mig ( persiska: پرسه در حوالی من    / PARSE DAR HAVALIE MAN /) är en iransk film 2017 regisserad av Ghazaleh Soltani . 

## Handling
Det är berättelsen om en 30 år gammal flicka Sayeh som mitt i storstaden följer sina drömmar och ideal. Hon är en ensamstående och självständig tjej som vill få barn men hon vill inte gifta sig.  

## Medverkande
- Mehraveh Sharifinia som Sayeh
- Behnaz Jafari som Asal (Babys mamma)
- Nasrin Nakisa som Malih Khanom
- Soosan Maghsoodloo som Mrs. Rezvani
- Mohsen Soleimani som Peiman
- Ali Golzadeh som Somayeh
- Atoosa Rasti som Mina
- Bahram Sarvari Nezhad som Mansour
- Maryam Noormohamadi som Maryam [3] [4]